# Слоним, Юдифь Моисеевна
Юдифь Моисеевна Слоним (1909—1999) — советский астроном.

## Биография
Родилась в Ташкенте, в 1930 окончила Среднеазиатский университет, с того же года работала в Астрономическом институте АН УзССР (до 1966 — Ташкентская обсерватория), с 1937 — заведующая отделом физики Солнца этого института. Доктор физико-математических наук (1971), член геофизического комитета АН СССР.
Основные труды в области морфологии и цикличности солнечной активности на основе многолетних оригинальных наблюдений. Особое внимание уделяла исследованиям солнечных вспышек. Установила органическое родство вспышек с образованиями верхнего яруса активной области (с системами петельных протуберанцев, хромосферными выбросами, устойчивыми волокнами). Показала, что вспышка представляет собой пространственное явление, охватывающее в процессе развития хромосферный и корональный уровни активной области. Обосновала дифференциацию вспышек на два типа, различающихся характером развития, физическими и динамическими параметрами и высотой их зарождения в солнечной атмосфере.

## Семья
- Отец — учёный-медик и организатор здравоохранения Моисей Ильич Слоним.
- Брат — Евсей Моисеевич Слоним, архитектор, профессор архитектурного факультета Ташкентского педагогического института. Племянник — Андрей Евсеевич Слоним, режиссёр Государственного академического большого театра им. А. Навои, заслуженный работник культуры Узбекистана.
- Дядя — Соломон Ильич Слоним (1879—1928), рентгенолог и физиотерапевт, доктор медицинских наук, профессор.
- Дядя — Лев Ильич Слоним (1883—1945), горный инженер и учёный в области нефтедобычи, профессор Нефтяного института.
- Двоюродный брат — скульптор И. Л. Слоним.